# Éditions Chiron
Les Éditions Chiron sont une maison d'édition française fondée à Paris en 1911, spécialisée entre autres dans les publications d'ouvrages techniques, de sports et de loisirs. 

## Histoire
La maison est fondée à Paris en 1911 au 40 rue de Seine, par Étienne Charles Alexandre Chiron, né à Ajaccio le 28 septembre 1873. Le fondateur a commencé sa carrière comme publiciste, et fut entre autres secrétaire de rédaction puis directeur de publication de La Rampe (1899-1908). 
Appelée à ses débuts « Étienne Chiron, éditeur », elle se fait connaître, outre son catalogue relativement éclectique au départ, par des ouvrages techniques et pratiques ciblant le grand public. Elle est l'une des premières à publier des guides pratiques pour l'usage de la TSF (1920), ainsi que la revue L'Onde électrique, la publication des amis de la TSF. En 1931, elle confie sa diffusion aux Messageries Hachette. Elle édite durant l'entre-deux-guerres des ouvrages d'art illustrés en rapport avec la Première Guerre mondiale (dont la revue Les Archives de la Grande Guerre) et le guide pratique du permis de conduire (dès 1922). Elle héberge aussi la Librairie aéronautique.
Son fondateur meurt le 6 janvier 1947 (Paris 6e), la maison est reprise par sa veuve Antoinette Joséphine Moébel-Chiron. Décédée en 1965, elle transmet la direction à Berthe Chiron qui meurt en 1973. De nombreux ouvrages paraissent en rapport avec le jeu de go, le rugby, la comptabilité, l'aéronautique, la navigation maritime...
Le fonds est vendu en 1996 aux Éditions Casteilla (Paris 5e), qui sont rachetées en 2011 par Magnard-Vuibert.
La marque semble perdurer de façon indépendante depuis 2012, installée à Paris.